# Viljar Vevatne
Viljar Helland Vevatne (Stavanger, 7 dicembre 1994) è un calciatore norvegese, difensore del Viking.

## Carriera

### Club
Vevatne è cresciuto nelle giovanili del Viking. È stato aggregato in prima squadra nella stagione 2013, venendogli assegnato il numero di maglia 29, senza però disputare alcun incontro.
In vista del campionato 2014, è stato ingaggiato dal Bryne, in 1. divisjon. Ha esordito con questo club il 20 maggio, venendo schierato titolare nella sconfitta per 1-3 subita in casa contro il Kristiansund BK. Il 15 giugno 2014 ha realizzato il primo gol, nella vittoria per 3-1 arrivata sul Nest-Sotra.
Ad agosto 2015, Vevatne è stato ingaggiato dal Brann. Ha esordito l'8 agosto 2015, sostituendo Erik Huseklepp nel pareggio per 1-1 in casa del Sandnes Ulf. Ha giocato soltanto 2 partite in questo scorcio di campionato con il Brann, con la squadra che ha centrato la promozione in Eliteserien.
Il 25 luglio 2016, Vevatne ha firmato un contratto valido fino al 31 dicembre 2017 con il Sandnes Ulf. Il 31 luglio ha giocato pertanto la prima partita con la nuova squadra, nella sconfitta per 2-0 arrivata sul campo del Jerv. Il 15 ottobre 2017 ha siglato la prima rete per il Sandnes Ulf, nel 2-2 interno contro l'Arendal.
Il 5 gennaio 2018, il Viking ha comunicato sui propri social network ufficiali l'ingaggio di Vevatne. Ha quindi esordito con questa maglia, che aveva vestito solo nelle giovanili, in data 2 aprile: è stato schierato titolare nella vittoria per 0-2 in casa del Kongsvinger, partita in cui ha trovato anche la prima rete per il Viking, da capitano. Al termine di quell'annata, il Viking ha centrato la promozione in Eliteserien.
Il 31 marzo 2019, Vevatne ha giocato la prima partita nella massima divisione norvegese: ha sostituito Axel Óskar Andrésson nel 2-0 sul Kristiansund BK.
Il 13 dicembre 2019 ha prolungato il contratto che lo legava al Viking, fino al 31 dicembre 2022.

### Nazionale
Vevatne ha rappresentato la Norvegia a livello Under-18 e Under-19.

## Statistiche

### Presenze e reti nei club
Statistiche aggiornate al 17 maggio 2022.
| Stagione           | Club               | Campionato         | Campionato | Campionato | Coppe nazionali | Coppe nazionali | Coppe nazionali | Coppe continentali | Coppe continentali | Coppe continentali | Supercoppe | Supercoppe | Supercoppe | Totale | Totale |
| Stagione           | Club               | Comp               | Pres       | Reti       | Comp            | Pres            | Reti            | Comp               | Pres               | Reti               | Comp       | Pres       | Reti       | Pres   | Reti   |
| ------------------ | ------------------ | ------------------ | ---------- | ---------- | --------------- | --------------- | --------------- | ------------------ | ------------------ | ------------------ | ---------- | ---------- | ---------- | ------ | ------ |
| 2013               | Viking             | ES                 | 0          | 0          | CN              | 0               | 0               | -                  | -                  | -                  | -          | -          | -          | 0      | 0      |
| 2014               | Bryne              | 1D                 | 22         | 4          | CN              | 2               | 0               | -                  | -                  | -                  | -          | -          | -          | 24     | 4      |
| gen.-ago. 2015     | Bryne              | 1D                 | 17         | 5          | CN              | 3               | 0               | -                  | -                  | -                  | -          | -          | -          | 20     | 5      |
| Totale Bryne       | Totale Bryne       | Totale Bryne       | 39         | 9          |                 | 5               | 0               |                    | -                  | -                  |            | -          | -          | 44     | 9      |
| ago.-dic. 2015     | Brann              | 1D                 | 2          | 0          | CN              | -               | -               | -                  | -                  | -                  | -          | -          | -          | 2      | 0      |
| gen.-lug. 2016     | Brann              | ES                 | 0          | 0          | CN              | 1               | 0               | -                  | -                  | -                  | -          | -          | -          | 1      | 0      |
| Totale Brann       | Totale Brann       | Totale Brann       | 2          | 0          |                 | 1               | 0               |                    | -                  | -                  |            | -          | -          | 3      | 0      |
| lug.-dic. 2016     | Sandnes Ulf        | 1D                 | 13+1       | 0          | CN              | -               | -               | -                  | -                  | -                  | -          | -          | -          | 14     | 0      |
| 2017               | Sandnes Ulf        | 1D                 | 29+1       | 1+0        | CN              | 2               | 0               | -                  | -                  | -                  | -          | -          | -          | 32     | 1      |
| Totale Sandnes Ulf | Totale Sandnes Ulf | Totale Sandnes Ulf | 42+2       | 1+0        |                 | 2               | 0               |                    | -                  | -                  |            | -          | -          | 46     | 1      |
| 2018               | Viking             | 1D                 | 18         | 1          | CN              | 2               | 0               | -                  | -                  | -                  | -          | -          | -          | 20     | 1      |
| 2019               | Viking             | ES                 | 29         | 1          | CN              | 6               | 0               | -                  | -                  | -                  | -          | -          | -          | 35     | 1      |
| 2020               | Viking             | ES                 | 27         | 3          | -               | -               | -               | UEL                | 1                  | 0                  | -          | -          | -          | 28     | 3      |
| 2021               | Viking             | ES                 | 29         | 1          | CN              | 4               | 0               | -                  | -                  | -                  | -          | -          | -          | 33     | 1      |
| 2022               | Viking             | ES                 | 5          | 0          | CN              | 0               | 0               | -                  | -                  | -                  | -          | -          | -          | 5      | 0      |
| Totale Viking      | Totale Viking      | Totale Viking      | 108        | 6          |                 | 12              | 0               |                    | 1                  | 0                  |            | -          | -          | 121    | 6      |
| Totale             | Totale             | Totale             | 191+2      | 16+0       |                 | 20              | 0               |                    | 1                  | 0                  |            | -          | -          | 214    | 16     |